# Кубок володарів кубків 1994—1995
Кубок володарів кубків 1994—1995 — 35-й розіграш Кубка володарів кубків УЄФА, європейського клубного турніру для переможців національних кубків. 
Переможцем турніру стала іспанська «Сарагоса», у фіналі іспанці в овертаймі здолали лондонський «Арсенал».

## Учасники
| №п/п | Клуб                  | Турнір                                      |
| ---- | --------------------- | ------------------------------------------- |
| 1    | «Арсенал»             | Володар Кубка володарів кубків 1993—1994    |
| 2    | «Сампдорія»           | Володар Кубка Італії 1993—1994              |
| 3    | «Осер»                | Володар Кубка Франції 1993—1994             |
| 4    | «Вердер»              | Володар Кубка Німеччини 1993—1994           |
| 5    | «Брюгге»              | Фіналіст Кубка Бельгії 1993—1994            |
| 6    | «Реал Сарагоса»       | Володар Кубка Іспанії 1993—1994             |
| 7    | «Порту»               | Володар Кубка Португалії 1993—1994          |
| 8    | ЦСКА                  | Фіналіст Кубка Росії 1993—1994              |
| 9    | «Челсі»               | Фіналіст Кубка Англії 1993—1994             |
| 10   | «Феєнорд»             | Володар Кубка Нідерландів 1993—1994         |
| 11   | «Аустрія»             | Володар Кубка Австрії 1993—1994             |
| 12   | «Панатінаїкос»        | Володар Кубка Греції 1993—1994              |
| 13   | «Бешикташ»            | Володар Кубка Туреччини 1993—1994           |
| 14   | «Данді Юнайтед»       | Володар Кубка Шотландії 1993—1994           |
| 15   | «Грассгоппер»         | Володар Кубка Швейцарії 1993—1994           |
| 16   | «Брондбю»             | Володар Кубка Данії 1993—1994               |
| 17   | «Глорія»              | Володар Кубка Румунії 1993—1994             |
| 18   | «Норрчепінг»          | Володар Кубка Швеції 1993—1994              |
| 19   | ЛКС (Лодзь)           | Фіналіст Кубка Польщі 1993—1994             |
| 20   | «Маккабі» (Тель-Авів) | Володар Кубка Ізраїлю 1993—1994             |
| 21   | «Пирин»               | Фіналіст Кубка Болгарії 1993—1994           |
| 22   | «Ференцварош»         | Володар Кубка Угорщини 1993—1994            |
| 23   | «Буде-Глімт»          | Володар Кубка Норвегії 1993                 |
| 24   | «Олімпія»             | Володар Кубка Латвії 1994                   |
| 25   | «Чорноморець»         | Володар Кубка України 1993—1994             |
| 26   | «Кеплавік»            | Фіналіст Кубка Ісландії 1993                |
| 27   | ГІК                   | Володар Кубка Фінляндії 1993                |
| 28   | «Омонія»              | Володар Кубка Кіпру 1993—1994               |
| 29   | «Баррі Таун»          | Володар Кубка Уельсу 1993—1994              |
| 30   | «Марибор»             | Володар Кубка Словенії 1993—1994            |
| 31   | «Тирана»              | Володар Кубка Албанії 1993—1994             |
| 32   | «Кроація»             | Володар Кубка Хорватії 1993—1994            |
| 33   | «Бангор»              | Фіналіст Кубка Північної Ірландії 1993—1994 |
| 34   | «Слайго Роверз»       | Володар Кубка Ірландії 1993—1994            |
| 35   | «Флоріана»            | Володар Кубка Мальти 1993—1994              |
| 36   | «Шан»                 | Володар Кубка Ліхтенштейну 1993—1994        |
| 37   | «Татран»              | Фіналіст Кубка Словаччини 1993—1994         |
| 38   | «Ф91 Дюделанж»        | Фіналіст Кубка Люксембургу 1993—1994        |
| 39   | «Фандок»              | Фіналіст Кубка Білорусі 1993—1994           |
| 40   | «Б71 Сандур»          | Володар Кубка Фарерських островів 1993      |
| 41   | «Вікторія Жижков»     | Володар Кубка Чехії 1993—1994               |
| 42   | «Тилігул»             | Володар Кубка Молдови 1993—1994             |
| 43   | «Норма»               | Володар Кубка Естонії 1993—1994             |
| 44   | «Жальгіріс»           | Володар Кубка Литви 1993—1994               |

## Кваліфікаційний раунд
| Команда 1           | Заг.    | Команда 2           | 1-й матч | 2-й матч |
| ------------------- | ------- | ------------------- | -------- | -------- |
| Бангор              | 0:5     | Татран              | 0:1      | 0:4      |
| Баррі Таун          | 0:7     | Жальгіріс (Вільнюс) | 0:1      | 0:6      |
| Буде-Глімт          | 6:0     | Олімпія (Рига)      | 6:0      | 0:0      |
| Фандок (Бобруйськ)  | 4:4 (ч) | Тирана              | 4:1      | 0:3      |
| Ференцварош         | 12:2    | Ф91 Дюделанж        | 6:1      | 6:1      |
| Флоріана            | 2:3     | Слайґо Роверс       | 2:2      | 0:1      |
| Кефлавік            | 2:6     | Маккабі (Тель-Авів) | 1:2      | 1:4      |
| Норма               | 1:14    | Марибор             | 1:4      | 0:10     |
| Пірин               | 4:0     | Шан                 | 3:0      | 1:0      |
| Б71 Сандур          | 0:7     | ГІК                 | 0:5      | 0:2      |
| Тилігул (Тирасполь) | 1:4     | Омонія              | 0:1      | 1:3      |
| Вікторія (Жижков)   | 4:3     | Норрчепінг          | 1:0      | 3:3      |

## Перший раунд
| Команда 1           | Заг.           | Команда 2           | 1-й матч | 2-й матч |
| ------------------- | -------------- | ------------------- | -------- | -------- |
| Жальгіріс (Вільнюс) | 2:3            | Феєнорд             | 1:1      | 1:2      |
| Маккабі (Тель-Авів) | 0:2            | Вердер              | 0:0      | 0:2      |
| Данді Юнайтед       | 4:5            | Татран              | 3:2      | 1:3      |
| Глорія (Бистриця)   | 2:5            | Сарагоса            | 2:1      | 0:4      |
| Слайґо Роверс       | 2:5            | Брюгге              | 1:2      | 1:3      |
| Пірин               | 1:8            | Панатінаїкос        | 0:2      | 1:6      |
| Челсі               | 4:2            | Вікторія (Жижков)   | 4:2      | 0:0      |
| Марибор             | 1:4            | Аустрія (Відень)    | 1:1      | 0:3      |
| Брондбю             | 4:0            | Тирана              | 3:0      | 1:0      |
| Омонія              | 1:6            | Арсенал             | 1:3      | 0:3      |
| Бешикташ            | 3:1            | ГІК                 | 2:0      | 1:1      |
| Кроація (Загреб)    | 3:4            | Осер                | 3:1      | 0:3      |
| Буде-Глімт          | 3:4            | Сампдорія           | 3:2      | 0:2      |
| Ґрассгоппер         | 3:1            | Чорноморець (Одеса) | 3:0      | 0:1      |
| Порту               | 3:0            | ЛКС (Лодзь)         | 2:0      | 1:0      |
| ЦСКА (Москва)       | 3:3 (6:7 пен.) | Ференцварош         | 2:1      | 1:2 (дч) |

## Другий раунд
| Команда 1 | Заг.    | Команда 2        | 1-й матч | 2-й матч |
| --------- | ------- | ---------------- | -------- | -------- |
| Феєнорд   | 5:3     | Вердер           | 1:0      | 4:3      |
| Татран    | 1:6     | Сарагоса         | 0:4      | 1:2      |
| Брюгге    | 1:0     | Панатінаїкос     | 1:0      | 0:0      |
| Челсі     | 1:1 (ч) | Аустрія (Відень) | 0:0      | 1:1      |
| Брондбю   | 3:4     | Арсенал          | 1:2      | 2:2      |
| Бешикташ  | 2:4     | Осер             | 2:2      | 0:2      |
| Сампдорія | 5:3     | Ґрассгоппер      | 3:0      | 2:3      |
| Порту     | 6:2     | Ференцварош      | 6:0      | 0:2      |

## Чвертьфінали
| Команда 1 | Заг.           | Команда 2 | 1-й матч | 2-й матч |
| --------- | -------------- | --------- | -------- | -------- |
| Феєнорд   | 1:2            | Сарагоса  | 1:0      | 0:2      |
| Брюгге    | 1:2            | Челсі     | 1:0      | 0:2      |
| Арсенал   | 2:1            | Осер      | 1:1      | 1:0      |
| Сампдорія | 1:1 (5:3 пен.) | Порту     | 0:1      | 1:0 (дч) |

## Півфінали
| Команда 1 | Заг.           | Команда 2 | 1-й матч | 2-й матч |
| --------- | -------------- | --------- | -------- | -------- |
| Сарагоса  | 4:3            | Челсі     | 3:0      | 1:3      |
| Арсенал   | 5:5 (3:2 пен.) | Сампдорія | 3:2      | 2:3 (дч) |

## Фінал
| 10 травня 1995 |

| Сарагоса               | 2:1 (у дод. ч.) | Арсенал     |
| ---------------------- | --------------- | ----------- |
| Еснайдер 68' Наїм 120' | Протокол        | Гартсон 76' |

| Парк де Пренс, Париж Глядачів: 42 000 Арбітр: П'єро Чеккаріні |

| Володар Кубка володарів кубків 1994—1995 |
| ---------------------------------------- |
| Іспанія                                  |
| «Сарагоса» 1-й титул                     |